# غزير (السعودية)
قرية غزير هي قرية سعودية من قرى منطقة الباحة، تقع جنوب شرقي قرية المفارجة وتبعد عن مدينة الباحة 10 كيلو مترات.